# Franz Huber (Alpinist)
Franz Huber (* 1. Dezember 1935 in Palfau) ist ein österreichischer Alpinist und ehemaliger Kommunalpolitiker.

## Leben
Franz Huber wurde in Palfau in der Steiermark geboren und ist dort aufgewachsen. Seine Brüder sind die Bergsteiger Adolf Huber und Alois Huber. Während seiner Lehrzeit als Schuhmacher in Landl fand er Zugang zu Kletterern in Admont, wo er die Berufsschule besuchte. Rasch folgten erste schwierige Touren im Gesäuse, am Dachstein und in Tirol und wenig später in den Westalpen. Bereits 1957 gründete er mit einigen anderen die Bergrettungs-Ortsstelle Landl. 1962 löste der Versuch der ersten Winterbegehung der Matterhorn-Nordwand gemeinsam mit seinem Bruder Adolf Huber und Hubert Sedlmayr internationales Medieninteresse aus. Die Durchsteigung war zwar nicht geglückt, doch das Unterfangen ebnete den Weg für weitere bergsteigerische Unternehmungen im Himalaya, in den Anden, im Pamir und in den Rocky Mountains, wo er an einigen Erstbesteigungen und Erstbegehungen teilnahm. Höhepunkt war die Erstbesteigung des Dhaulagiri II durch seinen Bruder Adolf Huber, Jangbu Sherpa, Adolf Weißensteiner und Ronald Fear am 18. Mai 1971, bei der er die Expedionsleitung übernommen hatte. Die frühen Expeditionen fanden im Rahmen der Österreichischen Himalaya-Gesellschaft bzw. der Naturfreunde Österreichs statt. 1977 wurde er gemeinsam mit einem Freund bei einem Lawinenabgang am Mount Athabasca im Jasper-Nationalpark in Kanada verschüttet und schwer verletzt.
Von 1985 bis 1997 war Huber Bürgermeister (SPÖ) der Gemeinde Landl.

## Soziales Engagement
Durch die bergsteigerischen Unternehmungen und zahlreichen Trekkings, die Franz und seine Brüder Adolf Huber und Alois Huber in Nepal organisierten, hatten sich enge persönliche Verbindungen entwickelt. Insbesondere das Dorf Chitre im District Chitre bei Jiri im Distrikt Dolakha, lag und liegt den Huber-Brüdern und ihren Familien sehr am Herzen. 2015 erschütterten schwere Erdbeben in Nepal die Region und richteten enorme Schäden an. Mit vereinten Kräften gelang es der Familie Huber gemeinsam mit Freundinnen und Freunden unter anderem, die völlig zerstörte Jirishwory Primary School in Chitre wiederaufzubauen.

## Bergsteigerische Leistungen (Auswahl)
- 1962: Versuch der ersten Winterbegehung der Matterhorn-Nordwand gemeinsam mit seinem Bruder Adolf Huber und Hubert Sedlmayr[4]

- 1963: Österreichische Dhaula-Himal-Expedition: Bei dieser Expedition der Österreichischen Himalaya-Gesellschaft wurde erstmals versucht, die Dhaulagiri-Kette von Norden aus dem Oberen Dolpo zu erreichen. Mit Ausnahme von Herbert Tichy und Toni Hagen waren bis dahin kaum Ausländer in diese entlegene Region gelangt. Eine vorgelagerte Gebirgskette, der so genannte „Tschortengrat“, konnte vom Dorf Mukut (auch Mukot) aus überwunden werden, die versuchte Erstbesteigung des Dhaulagiri II musste nach einem Schlechtwettereinbruch abgebrochen werden.[5]
- 1966: Internationale Naturfreunde-Andenexpedition zum Aconcagua: Teilnahme an der von Fritz Moravec geleiteten Expedition; Erstbesteigungen einiger namenloser Gipfel in der Region La Jaula, Besteigung des Aconcagua. Der Teilnehmer Ferdinand Kriz stürzte im Bereich der Südwand tödlich ab.[6]
- 1967: Österreichische Pamirfahrt: Besteigung des Pik Lenin, heute Pik Abuali ibni Sino (7134 m) über den Krylenko-Pass. Franz Huber und Erich Vanis hatten die Expeditionsleitung übernommen.[7]
- 1971: Österreichischen Dr.-Rudolf-Jonas-Gedächtnisexpedition: Bei diesem Unternehmen der Österreichischen Himalaya-Gesellschaft, gelang die Erstbesteigung des Dhaulagiri II (7760 m) durch Adolf Huber, Jangbu Sherpa, Adolf „Adi“ Weißensteiner und Ronald „Ron“ Fear. Franz Huber hatte die Expeditionsleitung übernommen.[8]
- 1973: Österreichische Dhaula-Himal-Expedition: Versuch der Erstbesteigung des Dhaulagiri IV (7651 m), auf dem 1969 fünf Österreicher und ein Sherpa der Österreichischen Himalaya-Expedition 1969 verschollen waren. Nach einem Wetterumsturz, der die Gipfelgruppe am Grat kurz vor dem Gipfel zwei Nächte festhielt, wurde die Expedition abgebrochen.[9]
- 1981: Steirische Gauri-Sankar-Expedition, gemeinsam mit seinem Sohn Ewald, mit seinem Bruder Alois und einigen anderen Teilnehmern: Versuch den Südgipfel des Gauri-Sankar über den sogenannten „Amerikanerweg“ zu besteigen und von dort über den noch unbegangenen Verbindungsgrat den Nordgipfel zu erreichen und als Erste auf beiden Gipfeln zu stehen. Nachdem ein schwerer Orkan alle Lager samt Basislager komplett zerstört hatte, wurde das Unternehmen aufgegeben.[10]